# Messina Challenger 1986
Il Messina Challenger 1986 è stato un torneo di tennis facente parte della categoria ATP Challenger Series nell'ambito dell'ATP Challenger Series 1986. Il torneo si è giocato a Messina in Italia dal 1 al 7 settembre 1986 su campi in terra rossa.

## Vincitori

### Singolare
Tarik Benhabiles ha battuto in finale  Simone Colombo con il punteggio di 6–3, 6–7, 6–3

### Doppio
Ronnie Båthman /  Carlos Di Laura hanno battuto in finale  Brett Buffington /  Denys Maasdorp con il punteggio di 2–6, 6–3, 7–5